# Không quân Liên Xô trong Thế chiến thứ hai

Biểu tượng trên các máy bay của Liên Xô trong Thế chiến thứ hai

Khi Chiến tranh thế giới thứ hai bùng nổ, Không quân Liên Xô chưa có các đơn vị được trang bị đủ, chưa sẵn sàng thích ứng để chiến 
đấu trong điều kiện chiến tranh. Stalin nói vào năm 1931 rằng công nghiệp Nga đã "tụt hậu 50 đến 100 năm" so với các cường quốc ở phương Tây. Vừa chiến đấu vừa sản xuất để cung cấp máy bay cho các đơn vị, vào khoảng thời gian cuối của cuộc chiến tranh, Liên Xô sản xuất một số lượng lớn máy bay vượt xa sản lượng của Đức, tăng hơn 4.700 chiếc so với thời kỳ đầu chiến tranh.
Vào năm 1939, Không quân Liên Xô đã sử dụng máy bay ném bom để tấn công Phần Lan trong Chiến tranh Mùa đông, nhưng họ đã phải hứng chịu những thất bại. Phần Lan có lực lượng ít hơn nhưng đã phát hiện ra điểm yếu của máy bay Liên Xô và từ đó đã gây ra những tổn thất cho Không quân Liên Xô. Sau cuộc chiến này, Không quân Liên Xô đã rút ra được nhiều bài học về công tác huấn luyện, tác chiến, trang bị và lực lượng. Nhưng vào thập niên 1930, Không quân Liên Xô lại phải chịu những tổn thất lớn về nhân sự cấp cao, khi các tướng lĩnh cao cấp và các nhà thiết kế nổi tiếng phải chịu những bản án oan trong Đại Thanh trừng, khiến cho sức mạnh của lực lượng này suy giảm.
Ngay từ những ngày đầu chiến tranh, Không quân Liên Xô đã mất một số lượng lớn máy bay. Lý do chính là Không quân Liên Xô đã thiếu những chiến thuật tác chiến trong chiến tranh hiện đại. Thêm vào đó, thời gian mở mang kiến thức và thực tế cho sĩ quan chỉ huy ngắn. Ngay khi quân Đức tấn công Liên Xô vào năm 1941 bằng Chiến dịch Barbarossa, Không quân Xô viết đã phải chiến đấu phòng thủ trước những máy bay hiện đại hơn nhiều của Đức quốc xã. Trong ngày đầu của Chiến dịch Barbarossa, Không quân Đức đã phá hủy khoảng 2000 máy bay của Liên Xô, và chỉ mất có 35 chiếc (trong đó có 15 chiếc bị tai nạn khi không thực hiện nhiệm vụ chiến đấu).
Tuy bị mất mát to lớn ngay trong những ngày đầu của cuộc chiến tranh, nhưng Liên Xô đã kịp thời sơ tán các cơ sở sản xuất máy bay, phòng thiết kế về sâu trong hậu phương, và tiếp tục thiết kế chế tạo các mẫu máy bay mới để đáp ứng nhu cầu của chiến trường. Chỉ tính riêng trong 4 năm từ năm 1941 đến 1945, Liên Xô đã chế tạo ra hơn 20 loại máy bay chiến đấu mới, hiện đại như Il-2, MiG-1, MiG-3, Yak-3... với sản lượng ước tính đạt trung bình trên dưới 9.000 chiếc một năm. Điều này đã đáp ứng được đòi hỏi về lực lượng của Không quân Liên Xô trong chiến đấu, đồng thời cũng viện trợ cho các nước đồng minh trong chiến tranh.
Theo hiệp ước với một số quốc gia đồng minh khác, trong Chiến tranh thế giới thứ hai, Liên Xô cũng được phương Tây cho mượn-thuê máy bay. Một vài trong số đó được các phi công Xô-Viết sử dụng khá hiệu quả và được ưa thích như Bell P-39 Airacobra.
Ngoài ra, Không quân Liên Xô còn phái một Nhóm tình nguyện Xô viết hoạt động ở Trung Quốc trước năm 1941.

## Các trận đánh mà không quân Xô Viết tham gia trong Chiến tranh thế giới thứ hai
Một số trận đánh tiêu biểu của Không quân Xô Viết như:
Trận Kursk;
Trận Kharkov;
Trận Kiev (1941);
Trận sông Dniepr;
Trận Bialystok-Minsk;
Trận Moskva (1941);
Chiến dịch Baltic (1944);
Chiến dịch Bagration;
Không chiến tại Kuban;
Chiến dịch Barbarossa;
Trận Stalingrad;
Chiến dịch Berlin (1945);

Nữ quân nhân Nga Kurasova bên cạnh chiếc máy bay tiêm kích La-5 sau trận Kursk

Ngoài ra còn nhiều trận đánh,chiến dịch quan trọng khác mà không quân Liên Xô đã từng tham gia và đóng góp nhiều chiến công trong Chiến tranh thế giới thứ hai

## Các loại máy bay mà Không quân Liên Xô sử dụng trong Chiến tranh thế giới thứ hai
Trong Chiến tranh thế giới thứ hai, Không quân Xô Viết sử dụng nhiều loại máy bay,đa số do họ tự sản xuất, nhưng một số trong đó lại là hàng viện trợ trong chương trình Cho thuê-Cho mượn của các đồng minh phương Tây:
xxxxnhỏ|phải|256px|Không quân Xô Viết làm chủ bầu trời Berlin trong chiến dịch Berlin 1945]]

### Tiêm kích
Lavochkin La-5;
Lavochkin La-7;
Lavochkin-Gorbunov-Goudkov LaGG-1;
Lavochkin-Gorbunov-Goudkov LaGG-3;
Mikoyan-Gurevich MiG-1;
Mikoyan-Gurevich MiG-3;
Polikarpov I-15;
Polikarpov I-153;
Polikarpov I-16
P-39 Airacobra (nhận viện trợ từ Hoa Kỳ);
Curtiss P-40 (nhận viện trợ từ Hoa Kỳ);
Yakovlev Yak-1;
Yakovlev Yak-3;
Yakovlev Yak-7;
Yakovlev Yak-9;
Petlyakov Pe-3.

### Cường kích
Ilyushin Il-10;
Ilyushin Il-2.

### Vận tải
Yakovlev Yak-10;
Yakovlev Yak-6;
Lisunov Li-2.

### Máy bay ném bom
Yakovlev Yak-2;
Yakovlev Yak-4;
Yakovlev Yak-6 (ném bom đêm)
Petlyakov Pe-2;
Petlyakov Pe-8;
Sukhoi Su-2;
Tupolev TB-3;
Tupolev SB;
Tupolev Tu-2;
Lisunov Li-2 (hạn chế);
Ilyushin DB-3;
Ilyushin Il-4;
Yermolayev Yer-2;
Arkhangelsky Ar-2;
Polikarpov Po-2 (ném bom đêm)

### Huấn luyện
Yakovlev UT-1
Yakovlev UT-2

## Các mẫu thử nghiệm nổi tiếng
Đề án Zveno;
Mikoyan-Gurevich DIS;
Mikoyan-Gurevich I-250
Polikarpov ITP;
Polikarpov TIS
Polikarpov I-180;
Polikarpov I-185;
Bereznyak-Isayev BI-1
Nikitin IS-1

## Một số phi công nổi tiếng

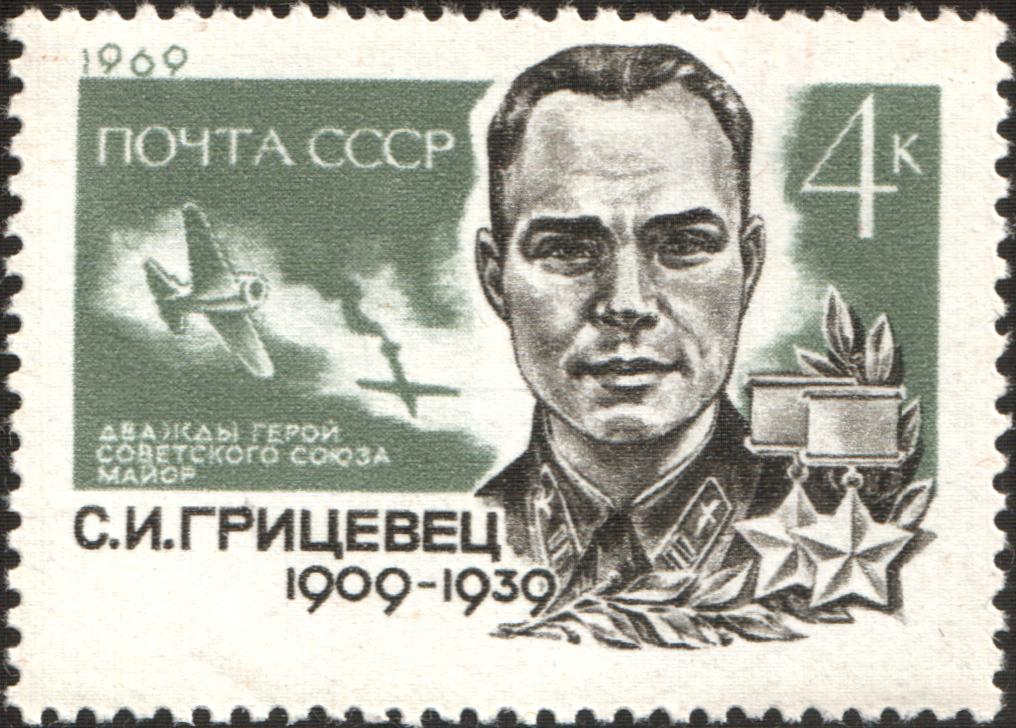
- Phi công, Anh hùng Liên Xô

## Các hình ảnh khác

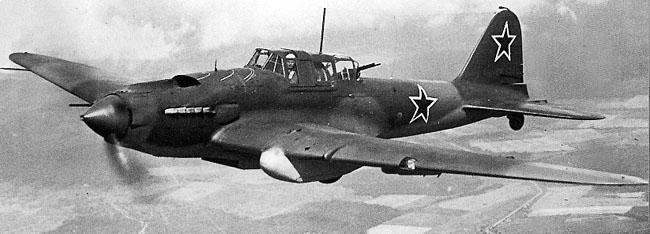
Máy bay cường kích Ilyushin Il-2 của Liên Xô-loại máy bay được Liên Xô sản xuất nhiều nhất trong chiến tranh, 36.183 chiếc
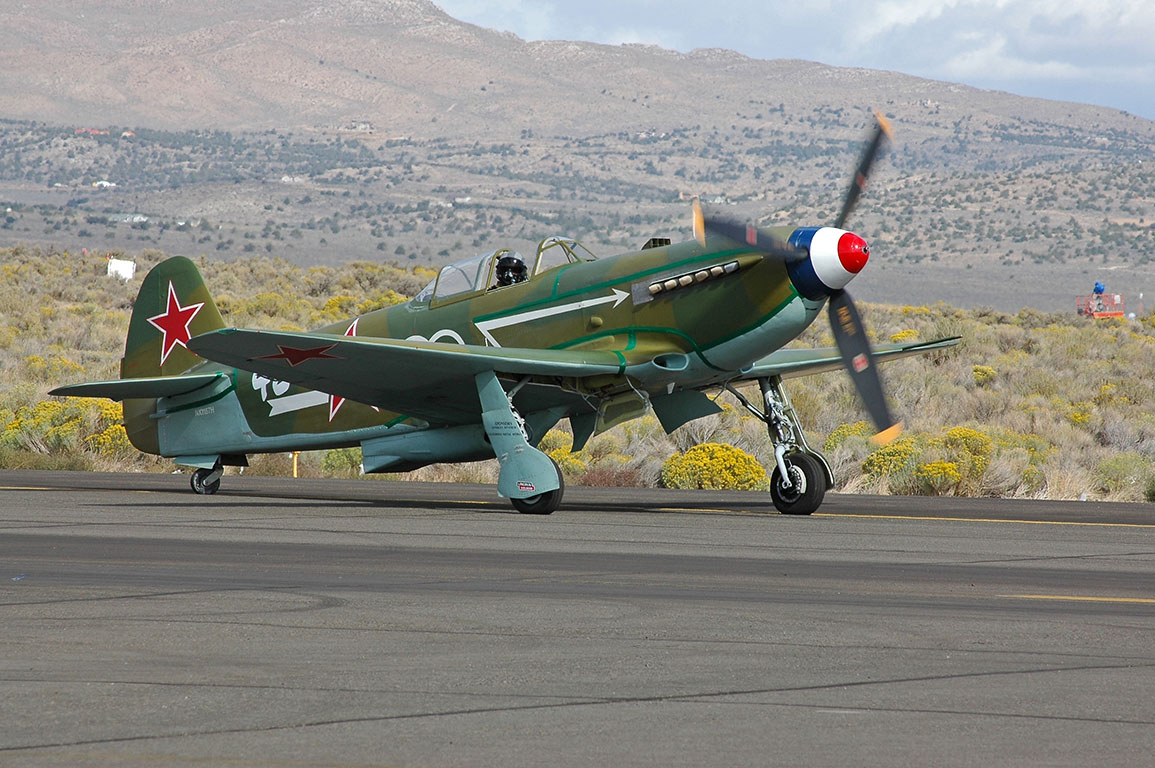
Yakovlev Yak-9, loại máy bay tiêm kích được Liên Xô sản xuất nhiều nhất trong chiến tranh-16.769 chiếc
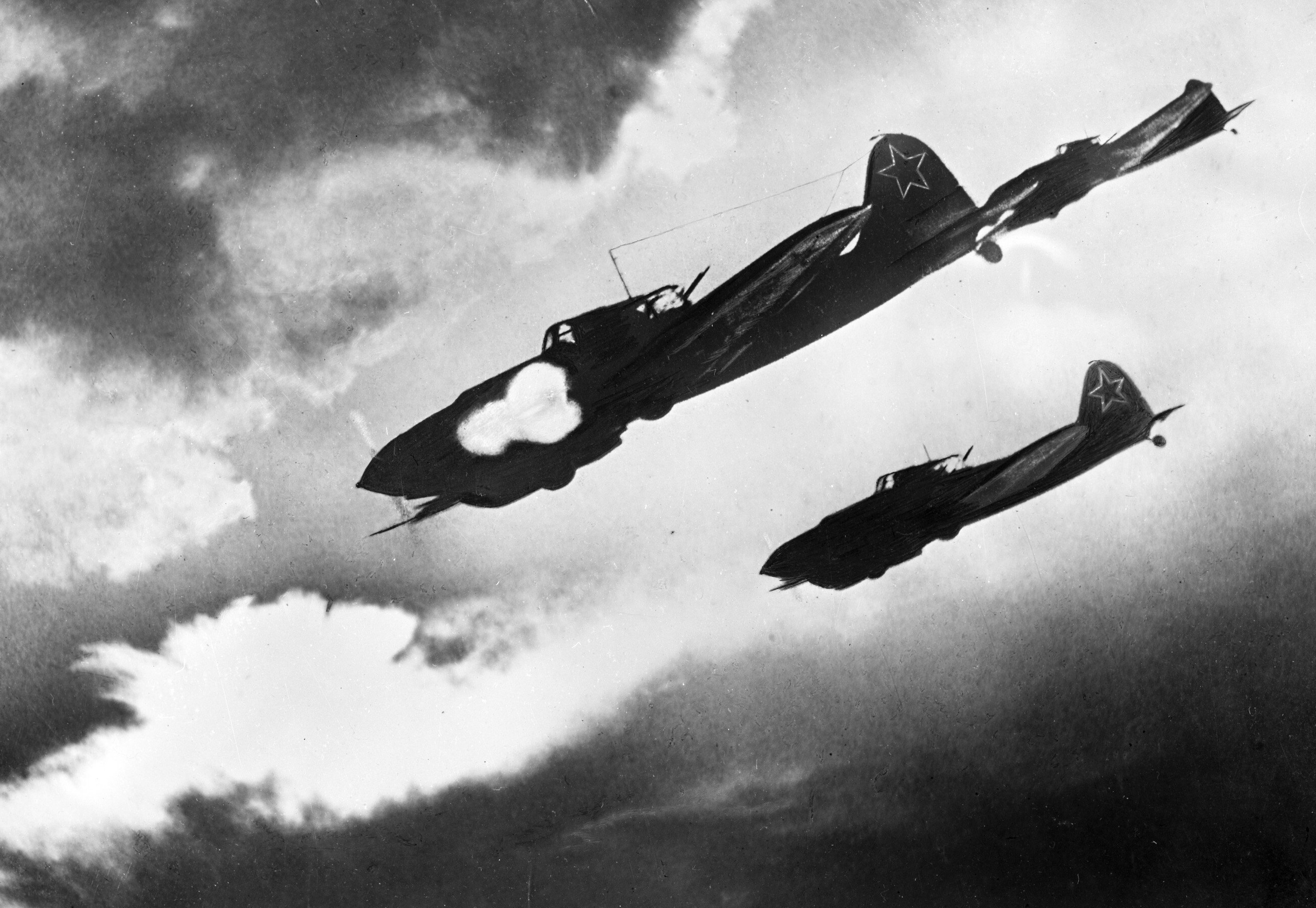
Các máy bay cường kích IL-2 của không quân Xô Viết phát huy hỏa lực tấn công trong trận Kursk
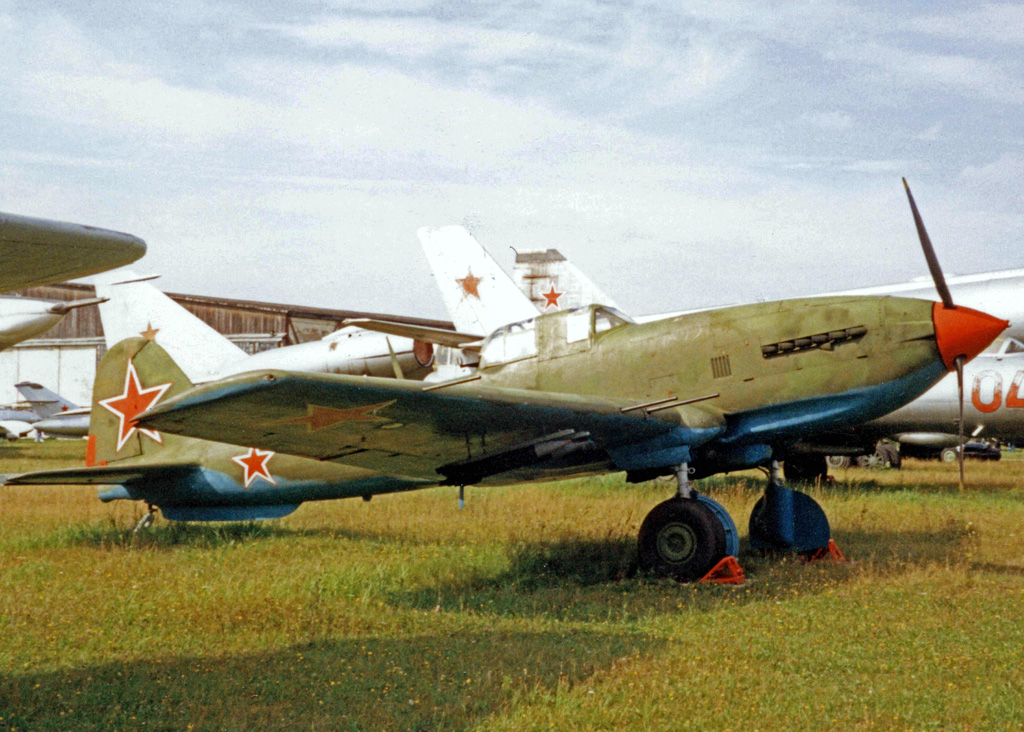
Ilyushin Il-10 của Liên Xô
Các phi công của Liên Xô tại Belarus mùa hè năm 1944Các phi công của Liên Xô tại Belarus mùa hè năm 1944